# Francja na Zimowej Uniwersjadzie 2009
Francję na Zimowej Uniwersjadzie w Harbinie będzie reprezentowało 35 zawodników .

## Medale

### Złoto
- Claire Chapatot - snowboard, snowboardcross
- Antoine Galland - narciarstwo dowolne, skicross

### Srebro
- Jonathan Midol - narciarstwo alpejskie, kombinacja
- Pauline Clerc - narciarstwo alpejskie, supergigant
- Sophie Barthet - narciarstwo alpejskie, slalom gigant
- Carlotta Nicoletta - narciarstwo dowolne, skicross
- Remy Borgeot - biathlon, bieg indywidualny
- Sztafeta biathlonowa

### Brąz
- Alban Preubert - łyżwiarstwo figurowe, soliści
- Jonathan Midol - narciarstwo alpejskie, slalom gigant
- Jonathan Midol - narciarstwo alpejskie, slalom
- Pauline Clerc - narciarstwo alpejskie, kombinacja
- Sztafeta biegaczek narciarskich

## Kadra

### Łyżwiarstwo figurowe
- Zoé Blanc
- Poerre Bouqet
- Christopher Boyadji
- Yoann Deslot
- Gwendoline Didier
- Alban Preubert

### Narciarstwo alpejskie
- Sophie Barther
- Segolene Couturier
- Thomas Domenach
- Jonathan Midol
- Cedric Roger
- Pauline Socquet Clerc
- Sara Taberlet

### biegi narciarskie
- Emilien Buisson
- Pauline Caprini
- Aurelie Debudyck
- Louis Deschamps
- Vincent Duchene
- Anouk Picon
- Adrien Mougel
- Florian Pinel

### Skoki narciarskie
- Sébastien Cala
- Pierre Emmanuel Robe

### Kombinacja norweska
- Florian Pinel

### Snowboard
- Claire Chapotot
- Thomas Delfino
- Pierre Mozouat

### Biathlon
- Anais Bescond
- Remi Borgeot
- Laure Bosc
- Yann Guigonnet

### Narciarstwo dowolne
- Segolene Couturier
- Thomas Domenach
- Antoine Galland
- Carlotta Nicoletta